# Эстемменозухи
Эстемменозухи(лат. Estemmenosuchidae) — вымершее семейство примитивных растительноядных терапсид среднепермской эпохи. Обитали на территории России. Обычно рассматриваются в составе дейноцефалов, но могут в действительности быть родственниками горгонопсий и бурнетиид. В 2019 году семейство условно включено в инфраотряд Tapinocephalia вместе с возможным родственником Styracocephalus.

## Описание

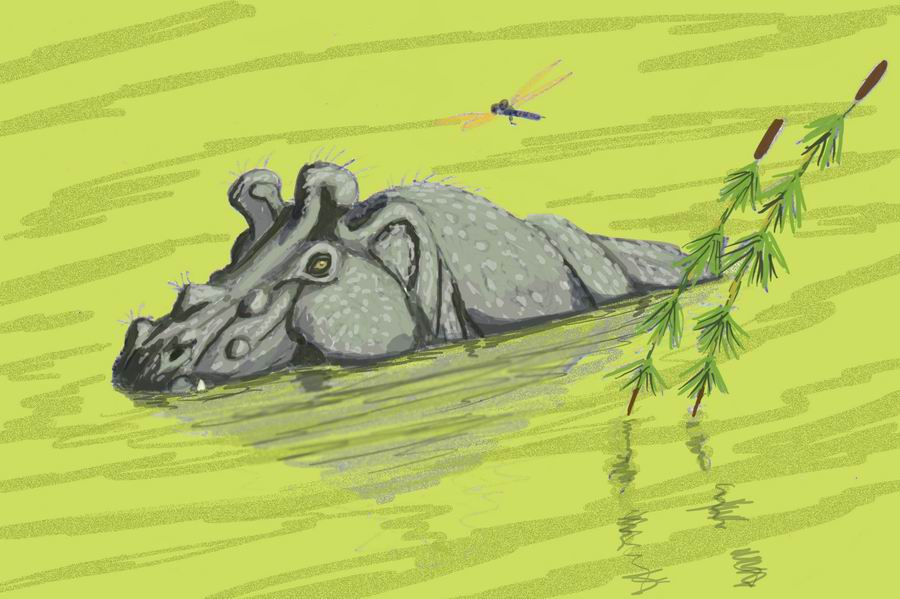
Estemmenosuchus uralensis

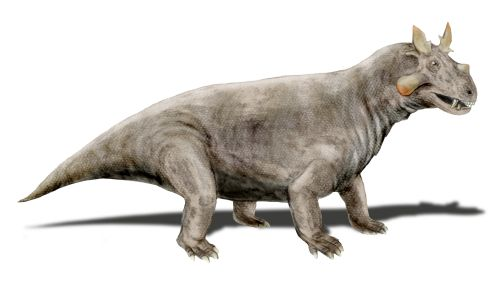
Estemmenosuchus mirabilis

Большинство эстемменозухов — крупные животные (длина черепа до 65—70 см). Рыло длинное, крупные резцы и клыки, мелкие булавовидные щёчные зубы. У двух наиболее известных видов рода эстемменозух чрезвычайно развита орнаментация черепа — многочисленные выросты в лобно-теменной области, на скулах. Выросты несут отпечатки сосудов, были покрыты кожей и могли служить для терморегуляции либо для внутривидовой борьбы (кость, образующая выросты, по плотности напоминает дентин).
Найдены только в Очёрской фауне (в Пермской области), возрастом около 267 млн лет.

## Таксономия

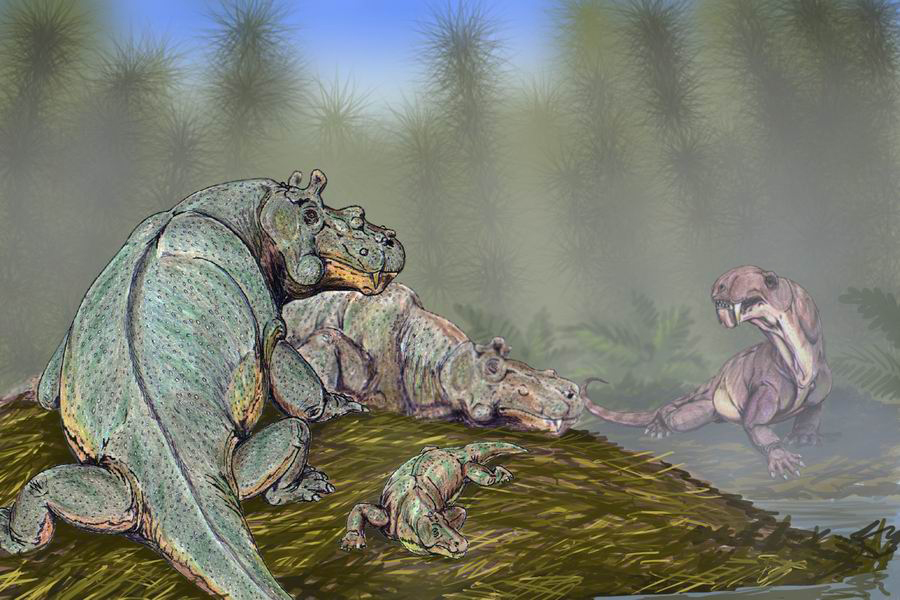
Очёрская фауна — Estemmenosuchus uralensis и Eotitanosuchus olsoni

В семейство включают два рода — собственно эстемменозух (лат. Estemmenosuchus) и молибдопиг (лат. Molybdopygus arcanus). Последний род известен по остаткам чрезвычайно массивного тазового пояса из чуть более молодых отложений Башкирии.
С эстемменозухами сближают также семейство Rhopalodontidae. Оно включает мелких примитивных растительноядных терапсид и существовало в течение всей эпохи дейноцефалового комплекса (примерно 270—265 млн лет назад) в Приуралье. Представители этого семейства (Rhopalodon, Parabradysaurus, Phthinosaurus) известны в основном по фрагментам челюстей.